# Padillasaurus
Padillasaurus leivaensis is een plantenetende sauropode dinosauriër, behorend tot de Titanosauriformes, die tijdens het vroege Krijt leefde in het gebied van het huidige Colombia.

## Vondst en naamgeving
In 2015 werd de typesoort Padillasaurus leivaensis benoemd en beschreven door José Luis Carballido, Diego Pol, Mary Luz Parra Ruge, Santiago Padilla Berna, María Euridice Páramo-Fonseca en Fernando Etayo-Serna. De geslachtsnaam eert wijlen Carlos Bernardo Padilla, de oprichter van het Centro de Investigaciones Paleontológicas in Villa de Leyva, de vindplaats. De soortaanduiding verwijst ook naar de herkomst uit Villa de Leyva dat ook wel als "Villa de Leiva" gespeld wordt.
De fossielen zijn eind jaren negentig bij Ricuarte, ten noordoosten van Villa de Leiva, door plaatselijke boeren gevonden in een knol kalksteen. De precieze vindplaats is onbekend maar uit het omvattende gesteente blijkt dat die moet hebben gelegen in een zeeafzetting van de middelste Pajaformatie die dateert uit het begin van het late Barremien, ongeveer 127 miljoen jaar oud. Ze bestaan uit een aantal wervels van de rug, het heiligbeen en de staart, vermoedelijk van één individu. Dit holotype heeft het inventarisnummer JACVM 0001, en omvat een achterste ruggenwervel en een reeks van de achterste twee sacrale wervels en de voorste acht staartwervels; de laatste zonder chevrons. De sacrale wervels zijn geïdentificeerd als de vierde en vijfde. Het maakt, na geschonken te zijn door de boeren, deel uit van de collectie van het Junta de Acción Comunal Vereda Monquira Museum.

## Beschrijving

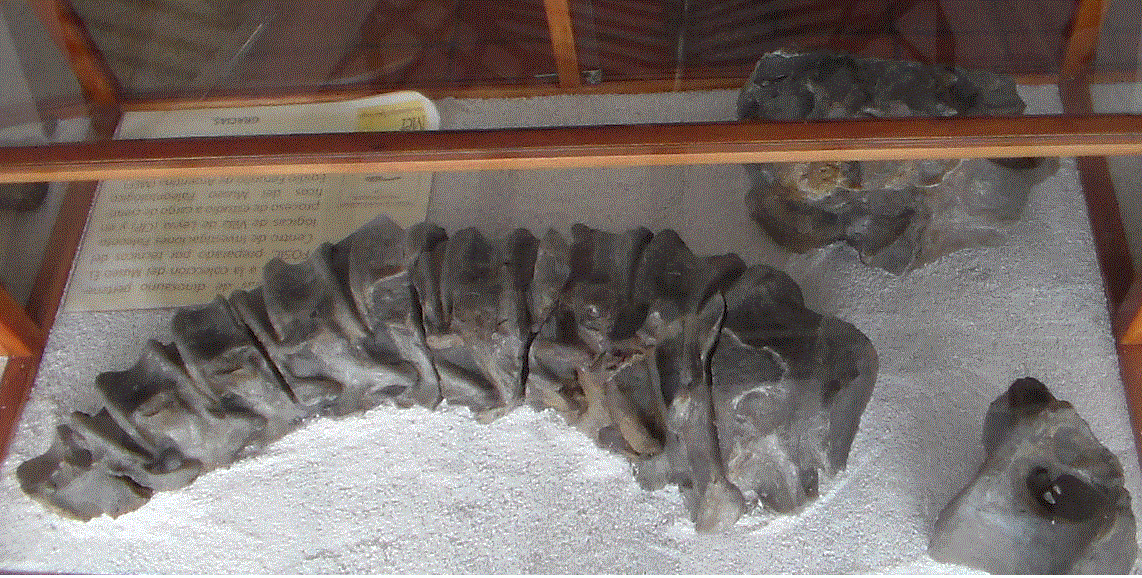
De wervels van het holotype

Padillasaurus is een vrij kleine brachiosauride. Door de beperkte resten is het lastig de lichaamsomvang vast te stellen. Schattingen van de lichaamslengte liggen tussen ruwweg twaalf tot achttien meter. De gevonden reeks wervels is ruim 1,3 meter lang.
Padillasaurus onderscheidt zich door de zwak zijwaarts verbrede en verdeelde zijuitsteeksels van de voorste staartwervels. De soort toont een aantal typisch basale titanosauriforme kenmerken. De ruggenwervel is opisthocoel: met een bolle voorkant en een holle achterkant. Deze wervel toont grote pleurocoelen op de zijkanten, pneumatische uithollingen die verbonden zijn met het holle binnenste van het wervellichaam dat uit verschillende luchtholten bestaat. De ruggenwervel heeft ook een extra richel bij de achterste uitholling tussen de diapofyse en het wervellichaam. De voorste staartwervels zijn of plat van voren en licht hol van achteren of andersom. Hun wervelbogen zijn relatief voorwaarts geplaatst. Ze hebben lange richels lopen tussen de voorste gewrichtsuitsteeksels en het wervellichaam. Hun zijuitsteeksels zijn schuin naar achteren gericht en hebben een bolling op de onderkant.
De staartwervels zijn half zo breed als hoog en half zo lang als breed.

## Fylogenie
Padillasaurus is binnen de Titanosauriformes in de Brachiosauridae geplaatst. Hij heeft namelijk in de voorste staartwervels uithollingen die geen verbindingen hebben met het holle binnenste van de wervel en dus geen echte pleurocoelen zijn. Dit kenmerk komt voor bij de brachiosauriden Giraffatitan, Venenosaurus, Cedarosaurus en Abydosaurus. Een cladistische analyse was niet in staat de precieze verwantschappen van Padillasaurus met deze soorten vast te stellen, met welke hij dus in een "kam" of polytomie staat. Padillasaurus mist het typische kenmerk van Noord-Amerikaanse brachiosauriden uit het Krijt dat de doornuitsteeksels van de voorste staartwervels licht naar voren hellen; ze zijn bij hem schuin naar achteren gericht. Het is de eerste keer dat een brachiosauride uit het Krijt van Zuid-Amerika is gevonden; eerdere vondsten uit die periode betroffen soorten uit Noord-Amerika. Overigens zijn Zuid-Amerikaanse vondsten van brachiosauriden uit het Jura fragmentarisch en Padillasaurus is de eerste benoemde brachiosauride soort uit dat continent. Het is ook de jongste bekende brachiosauride uit Gondwana.
In 2017 had een studie tot uitkomst dat Padillasaurus geen brachiosauride was maar een basaal lid van de Somphospondyli, wat ook beter past bij de locatie en ouderdom.